# Nancy Fraser
Nancy Fraser (ur. 20 maja 1947) – profesor filozofii i teorii politycznej w New School for Social Research w Nowym Jorku.

## Poglądy
Znana teoretyczka feminizmu; razem z Axelem Honnethem jest uznawana za przedstawicielkę tzw. IV pokolenia szkoły frankfurckiej. Swoje badania naukowe skupia na określeniu sprawiedliwości, przez które rozumie złożone pojęcie, które musi być rozumiane z trzech różnych, ale wewnętrznie ze sobą powiązanych, punktów widzenia: dystrybucji (dóbr), uznania (współistnienia różnych grup społecznych) i reprezentacji (językowej).
W swej twórczości łączy elementy teoretyczne wypracowane w obrębie teorii krytycznej i poststrukturalizmu.

## Sfera publiczna
Nancy Fraser jest autorką modelu sfery publicznej, który stał się konkurencyjnym wobec modelu Jürgena Habermasa. Stworzony przez nią model obejmuje „podwładne kontrpubliczności” – aktorów niemieszczańskich, którzy aspirują do przedstawiania. Demokratyzacja rozszerza się na podwładne kontrpubliczności, dzięki czemu mogą zintegrować przestrzenie dominujących reprezentacji. Sfera publiczna nie ma stałych granic – nigdy nie dochodzi do zamknięcia struktury ponieważ demokratyzacja jest miejscem poszukiwania wspólnego sensu, a powstające w niej konflikty rozwiązać można za pomocą kompromisów. Sfera publiczna jest jednocześnie hierarchizowana, pluralizowana i konfliktowa. Jej model sfery publicznej jest najbardziej spójnym i wpływowym.
Nancy Fraser uważa, że publiczności konkurencyjne istnieją od samego początku, a nie od XIX i XX wieku. Jest to kolejne zaprzeczenie poglądom Habermasa z jej strony.
Nancy Fraser podaje w wątpliwość 4 główne hipotezy Habermasa:
- Wkraczanie w przestrzeń publiczną oznacza zawieszenie różnic statusu społecznego;
- Przestrzeń społeczna wymaga zgodnej i jednolitej publiczności;
- Dyskurs w przestrzeni publicznej powinien odnosić się do dobra wspólnego i wykluczać problemy „prywatne”;
- Do dobrego funkcjonowania przestrzeni publicznej potrzebny jest wyraźny podział między państwem a społeczeństwem obywatelskim.

Ulepsza tym samym teorię Habermasa o idealistyczne hipotezy:
- W sferze publicznej istnieją „kontrpubliczności podrzędne”, które wyrażają swoje różnice i sprzeciwiają się mieszczańskiej przestrzeni publicznej.
- Intensywny rozwój liczby publiczności konkurencyjnych przybliża szerszą demokrację, opartą na kompromisie.
- Wyłonienie się interesów cząstkowych i „prywatnych” problemów daje szansę na zakreślenie ruchomych konturów sfery publicznej.
- Podział między aparatami państwa a społeczeństwem obywatelskim nie jest wyraźny[2].

## Publikacje
- Unruly Practices: Power, Discourse, and Gender in Contemporary Social Theory (1989);
- Revaluing French Feminism: Critical Essays on Difference, Agency, and Culture (współredakcja z Sandrą Bartky, 1992);
- Feminist Contentions: A Philosophical Exchange (razem z Seylą Benhabib, Judith Butler i Drucillą Cornell, 1994);
- Justice Interruptus: Critical Reflections on the „Postsocialist” Condition (1997);
- The Radical Imagination: Between Redistribution and Recognition (2003);
- Redistribution or Recognition? A Political-Philosophical Exchange (współautorstwo z Axelem Honnethem, 2003)

## Przekłady na język polski
- Redystrybucja czy uznanie? Debata polityczno-filozoficzna (współautorstwo z Axelem Honnethem), tłum. Monika Bobako i Tomasz Dominiak, Wydawnictwo Naukowe Dolnośląskiej Szkoły Wyższej, Wrocław 2005.
- Drogi feminizmu. Od kapitalizmu państwowego do neoliberalnego kryzysu, tłum. Agnieszka Wesek, Wydawnictwo Krytyki Politycznej, Warszawa 2014.